# Chilothorax propola
Chilothorax propola är en skalbaggsart som beskrevs av Vladimir Balthasar 1946. Chilothorax propola ingår i släktet Chilothorax och familjen Aphodiidae. Inga underarter finns listade i Catalogue of Life.